# Harri Bading
 Harri Bading (* 23. Mai 1901 in Berlin; † 12. Juni 1981 in Hamburg) war ein deutscher Agrarpolitiker der SPD. Er war von 1957 bis 1969 Mitglied des Deutschen Bundestages und von 1964 bis 1970 Mitglied des Europaparlamentes.

## Leben
Hans Wolfgang Harri Bading kam als Sohn des Rechtsanwalts und Justizrates Wilhelm Bading in Berlin zur Welt. Sein Vater hatte bereits vor Gründung der SPD der Ersten Internationalen angehört, wodurch Bading schon als Kind in Kontakt zu bekannten Sozialisten wie Eduard Bernstein kam. Er besuchte das renommierte Wilhelms-Gymnasium in Berlin, verließ es jedoch ohne Abschluss. Nach einer landwirtschaftlichen Lehre arbeitete er zunächst ab 1921 in der Verwaltung eines Rittergutes bei Plauen, ehe er 1922 als Externer doch noch das Abitur ablegte und ein Studium an der Landwirtschaftlichen Hochschule in Berlin aufnahm. Im Jahr 1926 legte er die Prüfung zum Diplomlandwirt ab. Anschließend arbeitete Bading bis 1928 als wissenschaftlicher Mitarbeiter bei der Preußischen Hauptlandwirtschaftskammer, bevor er in die Dienste von Fritz Baade, dem damaligen Leiter der „Reichsforschungsstelle für Landwirtschaftliches Marktwesen“, trat. Er wurde 1928 SPD-Mitglied. 1930 wechselte Bading in die „Forschungsstelle für Wirtschaftspolitik“, die Fritz Naphtali leitete. Nebenher beschäftigte ihn die SPD-Reichstagsfraktion als Sachverständigen für Landwirtschaftsfragen. Auch die Gewerkschaften und die Konsumgenossenschaften wurden von ihm beraten.
Aufgrund seiner politischen Aktivitäten wurde Bading nach der Machtergreifung der Nationalsozialisten 1933 zunächst arbeitslos, arbeitete aber seit 1934 für die „Überwachungsstelle für Gartenbauerzeugnisse“, deren Hamburger Nebenstelle er ab 1936 leitete. Am 23. November 1937 beantragte Bading die Aufnahme in die NSDAP und wurde rückwirkend zum 1. Mai desselben Jahres aufgenommen (Mitgliedsnummer 5.270.504). 1939 verließ er die Überwachungsstelle und ging in die Importwirtschaft. Ab 1941 wurde er für verschiedene Zwecke dienstverpflichtet, so z. B. als Sachverständiger für Gartenbau beim Reichskommissariat Ostland.
1945 beteiligte sich Bading an der Wiedergründung der SPD. Nachdem er zunächst weiter im Import tätig gewesen war, arbeitete er ab 1947 beim „Zentralamt für Ernährung und Landwirtschaft“ in Hamburg, das 1949 im Bundesernährungsministerium aufging. 1953 wechselte er in den Dienst der SPD, wo er als agrarpolitischer Referent des Parteivorstandes tätig war. 1956/57 leitete er die Heimvolkshochschule der Friedrich-Ebert-Stiftung in Bergneustadt.
Im Jahr 1949 beteiligte sich Bading an der Gründung der „Agrarsozialen Gesellschaft“, deren Kuratorium er angehörte. Er war seit 1961 Gründungsmitglied der Humanistischen Union und gehörte deren Beirat an. Von 1970 bis 1976 vertrat er den DGB beim „Wirtschaftsausschuß für Außenhandelsfragen“ des Bundeslandwirtschaftsministeriums. Sein agrarpolitisches Interesse galt auch der biodynamischen Landwirtschaft.
Bading gehörte in den Jahren 1957 bis 1969 dem Deutschen Bundestag an. Er widmete sich dort insbesondere handels- und ernährungspolitischen Fragen. Dem Kreistag des Landkreises Frankenberg/Eder gehörte Bading von 1964 bis 1970 als Vorsitzender an, nachdem seine Kandidatur 1960 wegen fehlendem Nachweis des Hauptwohnsitzes abgelehnt worden war. Vom 4. Juni 1964 bis zum 21. Januar 1970 war er auch Mitglied des Europaparlaments. Von 1962 bis 1969 war er stellvertretender Vorsitzender der „Interparlamentarischen Arbeitsgemeinschaft“.
Bading war seit 1928 mit Oda Streich verheiratet und hatte zwei Kinder.

## Veröffentlichungen
- Die Ordnung der Interessenvertretung. In: Die Neue Gesellschaft, Jg. 1964, Heft 2, Seiten 112–119.